# Independent Group

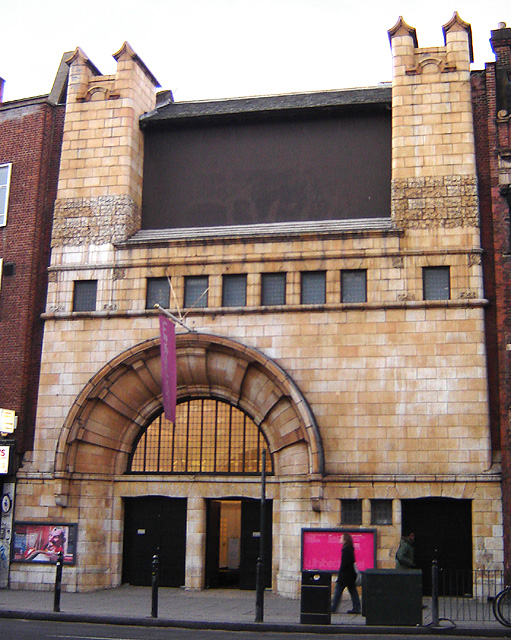
Whitechapel Art Gallery

El Independent Group (literalmente, «Grupo Independiente») fue un colectivo de artistas activo en Londres entre 1952 y 1955, conocido por las reuniones y debates que organizaba en el Institute of Contemporary Arts, situado en el municipio londinense de Westminster, Reino Unido. 
El IG estaba formado por pintores, escultores, arquitectos, escritores y críticos de arte que querían desafiar el enfoque modernista a la cultura que primaba por dicha época. Ellos introdujeron en el debate la cultura de masas sobre temas como alta cultura, revaluación del modernismo y crearon la estética de "como se encuentra" u "objeto encontrado". A principios del siglo XXI el interés por el IG ha renacido, y el IG fue el tema de una conferencia internacional de dos días de duración en la Tate Britain en marzo del 2007. El Independent Group es considerado como el precursor del movimiento de Arte Pop en Gran Bretaña y los Estados Unidos.

## Primera sesión (1952)
El primer encuentro del Independent Group fue a comienzos de 1952 y consistió en una sesión en la cual el artista y escultor Eduardo Paolozzi proyectó una gran cantidad de imágenes a color de revistas norteamericanas con la ayuda de un episcopio. Estas imágenes, que incluían propagandas, historietas y gráficos diversos, Paolozzi las había recolectado durante su permanencia en París desde 1947 a 1949. Gran parte del material estaba encarpetado en collages de recortes y formaba la base de su serie de impresiones BUNK! (1972) y los Krazy Kat Archives que se encuentran en la actualidad en el V & A Museum, Londres. De hecho el collage inicial de 1947 de Paolozzi titulado I was a Rich Man's Plaything (literalmente: "Yo fui el juguete de un hombre rico") fue el primer material de "objeto encontrado" que utilizó la palabra ″pop″ y es considerado el portaestandarte inicial del “Pop Art”. El resto de la sesión inicial del Independent Group se dedicó a filosofía y tecnología durante septiembre de 1952 a junio de 1953, y el crítico e historiador Reyner Banham fue el moderador y presidente de la sesión. Entre los miembros más destacados de esta etapa se contaban Paolozzi, el artista Richard Hamilton, el surrealista y director de arte de revistas Toni del Renzio, el escultor William Turnbull, el fotógrafo Nigel Henderson y el artista John McHale, junto con el crítico de arte Lawrence Alloway.

## Segunda sesión (1954)
El Grupo no se volvió a juntar hasta finales de 1953 o comienzos de 1954, ya que estaban concentrados en preparar un programa de presentaciones públicas en la ICA, sobre Problemas Estéticos del Arte Contemporáneo. Se unieron miembros nuevos al Independent Group para la segunda sesión, incluidos los arquitectos Alison y Peter Smithson. Los Smithson junto con Paolozzi, Henderson, Ronald Jenkins, Toni del Renzio, Banham y otros prepararon la exposición, Paralelo de la Vida y el Arte en el ICA en el otoño de 1953. Reyner Banham renunció como presidente del Independent Group, ya que estaba ocupado con su tesis de doctorado en el Courtauld Institute of Art, y a finales de 1954 Dorothy Morland le pidió al crítico de arte Lawrence Alloway y al artista John McHale que convocaran al Independent Group para su segunda sesión. La pintora Magda Cordell y su esposo, el productor musical Frank Cordell se unieron al Independent Group.